# William Lewis (scientifique)
Pour les articles homonymes, voir William Lewis et Lewis.

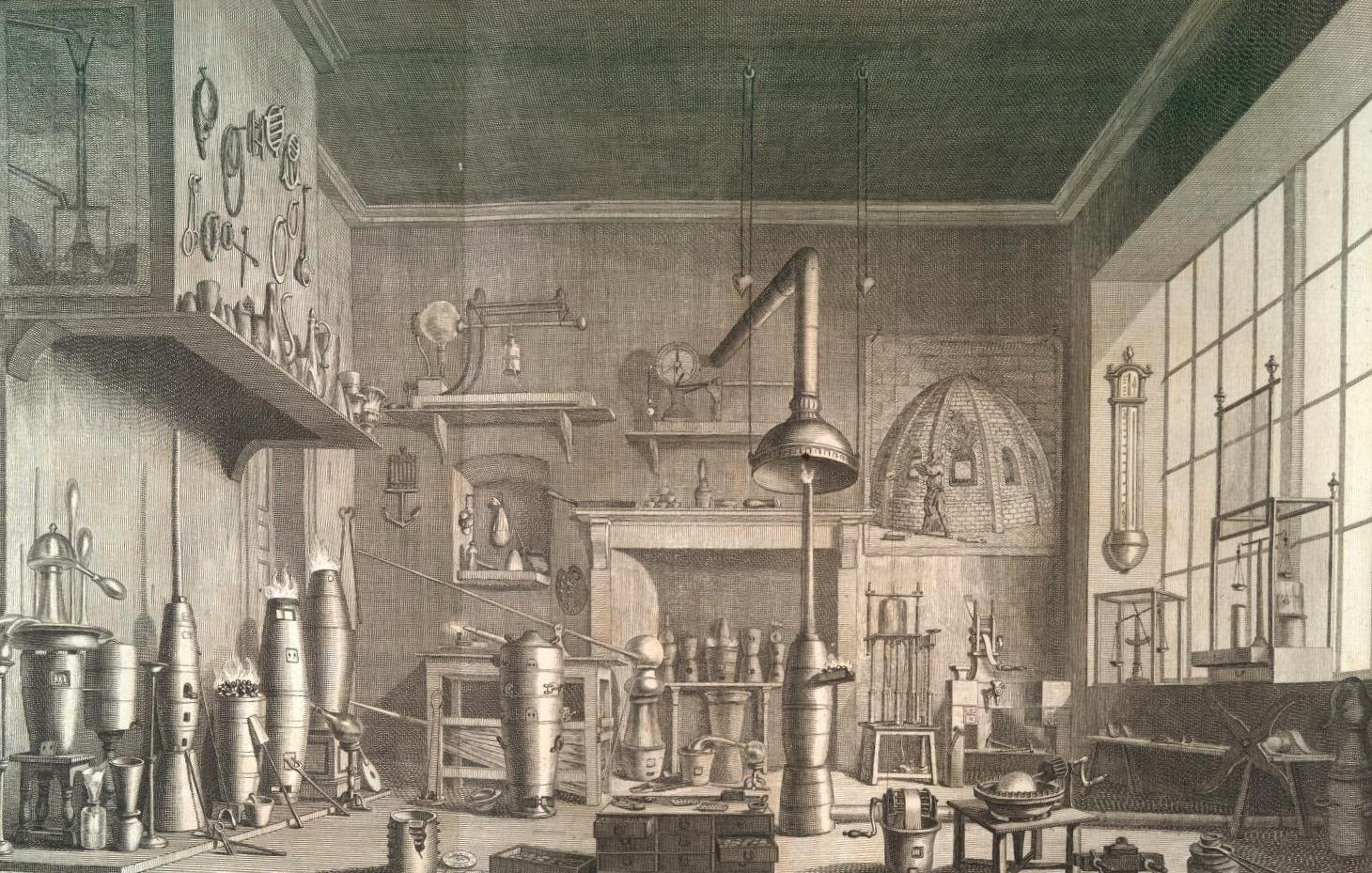
Un laboratoire de chimie du XVIIIe siècle, d'après Commercium Philosophico-Technicum par William Lewis

William Lewis FRS (né le 20 juin 1708 à Richmond (Surrey); 21 janvier 1781) était un chimiste et un médecin anglais. Il est connu pour ses travaux en pharmacie et médecine, et pour ses recherches sur les métaux, notamment le platine.

## Biographie
William Lewis fit ses études au collège de Christ Church à Oxford. Il donna en 1737 une conférence sur la prospérité réciproque de la chimie, du commerce et du savoir en général. En 1754, c'était un médecin célèbre, un chimiste et un professeur reconnu qui fut admis à la Royal Society. Pour poursuivre ses recherches plus à l'aise, il quitta Londres pour Kingston en 1747 et y fit construire son laboratoire, avec le soutien financier de Stephen Hales et du duc de Northumberland. Vers 1750, il recruta comme assistant un certain Alexander Chisolm, qui à sa mort se mit au service du fameux Josiah Wedgwood. Lewis, qui s’intéressait à toutes les branches du savoir, se consacra particulièrement à la métallurgie et aux propriétés de l’or, du platine et du fer, tant sur le plan théorique que pratique. Dans le cas de l'or, outre les propriétés chimiques du métal, il hiérarchisa les différentes manières dont on s'en sert comme valeur d'échange (comme monnaie), démarche qui s'inscrivait d'ailleurs parfaitement dans l’esprit mercantilististe du temps. Ses travaux sur la métallurgie du platine lui valurent la Médaille Copley (1754). Ils étaient dictés par la lutte contre la contrefaçon, car il était jusque-là impossible de discriminer l’or vrai de l’or allié au platine (à l'époque, le platine, déchet extrait des mines d'argent, était à peine plus recherché que le plomb), ce qui laissait place à la fraude. La principale difficulté de Lewis fut d'obtenir du platine en quantité suffisamment importante, et il n'y parvint qu'avec les contributions de plusieurs donateurs.

## Œuvres
- A Course of Practical Chemistry, Londres, 1746, 8 tomes.
- Pharmacopœia Edinburgensis, Londres, 1748, 8 tomes.
- The New Dispensatory, London, 1753, 8vo, Édimbourg, 1781, 1791.
- Experimental History of the Materia Medica, Londres, 1761, 1 vol. in-quarto; 2e édit. 176S; 3e édit, par J. Aiken, 1784; trad. en allemand en 1771.
- Commercium Philosophico-Technicum, Londres, 1763–1766, 1 vol. in-quarto.

Lewis traduisit également les écrits chimiques de Caspar Neuman (1759), et le Système de médecine pratique de Hoffman (1783). Ses deux articles sur les propriétés du platine ont été publiées dans les Philosophical Transactions de la Royal Society en 1754 et 1767.

## Distinctions
- Fellow of the Royal Society (1745)
- Médaille Copley (1754)
- Médaille d'or de la Society for the Improvement of Arts, Manufactures (1767).